# 徳留真紀
徳留 真紀（とくどめ まさき、1971年2月14日 - ）は、鹿児島県薩摩郡宮之城町（現：さつま町）出身のオートバイレーサー。1996年のロードレース世界選手権125ccクラスランキング2位の記録を持つ。

## 経歴
1986年、15歳の時に地元鹿児島でレースを始める。高校時代は同じ宮之城町二渡出身のライダー、徳留和樹の実家のバイクショップのチーム「No1レーシング」に所属し、ミニバイクレースで活躍した。高校卒業後は鈴鹿に本拠地を移し、1993年には全日本ロードレース選手権GP125クラスでシリーズランキング3位の成績を収めた。
翌1994年には Racing Supplyチームからホンダ・RS125を駆ってロードレース世界選手権125ccクラスにフル参戦デビューを果たした。デビューシーズンは最高位が5位、14戦中13戦でポイント圏内での完走を果たす安定した走りを見せ、シリーズランキングでは8位の成績を残した。
1995年はドイツの Ditterチームに移籍。坂田和人に続いて、GPでアプリリアのワークスマシンを駆る二人目の日本人ライダーとなった。第11戦ジャカレパグアでGP初優勝を遂げ、シリーズランキングでは7位に入った。
1996年が徳留にとってGPでのベストシーズンとなった。この年誰よりも多いシーズン4勝、5回のポールポジションを記録した。しかしその一方でマシントラブルにも泣かされることになったため、シリーズランキングは惜しくも2位に終わり、ホンダの青木治親のクラス2連覇を阻むことはできなかった。
その後1997年にはオランダの Doc Shop レーシングに移籍し、翌1998年まで125ccクラスで戦った。1999年にはDee Cee Jeans レーシングからTSR-AC28Mを駆って250ccクラスにステップアップを果たした。シリーズランキングは18位となり、この年が徳留にとって最後のGPフル参戦となった。
その後徳留は2001年より全日本ロードレース選手権に復帰を果たした。復帰当初はマシンと相性が合わず苦しんでいたが、GP125クラスで2007年・2008年、J-GP3クラスで2011年にシリーズランキング2位に入る活躍を見せており、2012年にJ-GP3クラスで自身初の年間チャンピオンとなる。2016年には同クラスで2度目の年間チャンピオンを獲得した。

## ロードレース世界選手権 戦績
| シーズン | クラス | バイク     | 出走 | 優勝 | 表彰台 | PP | FL | ポイント | 順位 |
| -------- | ------ | ---------- | ---- | ---- | ------ | -- | -- | -------- | ---- |
| 1994年   | 125cc  | ホンダ     | 14   | 0    | 0      | 0  | 0  | 87       | 8位  |
| 1995年   | 125cc  | アプリリア | 13   | 1    | 3      | 0  | 1  | 105.5    | 7位  |
| 1996年   | 125cc  | アプリリア | 15   | 4    | 7      | 5  | 1  | 193      | 2位  |
| 1997年   | 125cc  | アプリリア | 14   | 0    | 1      | 0  | 1  | 120      | 5位  |
| 1998年   | 125cc  | アプリリア | 14   | 0    | 0      | 0  | 0  | 97       | 7位  |
| 1999年   | 250cc  | TSR        | 15   | 0    | 0      | 0  | 0  | 37       | 18位 |
| 2003年   | 250cc  | ヤマハ     | 1    | 0    | 0      | 0  | 0  | 1        | 32位 |
| 2005年   | 250cc  | ヤマハ     | 1    | 0    | 0      | 0  | 0  | 0        | -    |
| 合計     |        |            | 85   | 5    | 11     | 5  | 3  | 640.5    |      |